# Каледонская кваква
Каледонская кваква (лат. Nycticorax caledonicus) — птица семейства цаплевые.

## Описание
Каледонская кваква достигает длины от 55 до 65 см. Самки длиной от 55 до 60 см. Размах крыльев составляет у самца от 95 до 110 см, у самки от 95 до 105 см. Вес составляет в среднем 800 г. Половой диморфизм отсутствует.
Спина красновато-коричневого цвета, брюхо белое. В брачный период макушка головы чёрного цвета с удлинёнными перьями на затылке. Клюв чёрный, ноги светло-коричневые.

## Распространение
Область распространения охватывает всю Австралию, за исключением засушливого материка, Новую Гвинею, Меланезию, Индонезию, Филиппины, Новую Зеландию и Яву. Основной ареал — юго-восток Австралии. 
Каледонская кваква населяет разные биотопы, такие как болотистые местности, мангры, реки и озёра. Она часто селится в городских окрестностях, используя водоёмы в парках и садах.

## Образ жизни
Птица активна преимущественно ночью. Она ищет свою добычу преимущественно на мелководье и у края водоёма. Птица использует в качестве укрытия прибрежную растительность. При этом она часто стоит неподвижно, пока добыча не окажется в зоне досягаемости, либо медленно проходит зону мелководья. Встречается также на влажных лугах или на поймах. Во время роста популяции мышей птицы наблюдаются также на аграрных площадях, обочинах дорог, вблизи элеваторов и ангаров с зерном. Часто в это время она ищет добычу в светлое время суток, тем не менее, обычно она отдыхает днём в верхушках деревьев, в зарослях камыша или другой береговой растительности, которая предлагает её укрытие.
Гнездование длится с сентября по апрель. В это время каледонская кваква сооружает гнездо из веток на высоком дереве вблизи водоёма. Она гнездится чаще в небольших колониях, часто вместе с другими видами цапель. Самка откладывает от 2 до 5 зеленоватых яиц, которые высиживаются обеими родительскими птицами. В дождливую погоду птицы ищут добычу также в светлое время. В их рационе наблюдаются мелкие рыбы, амфибии и рептилии, а также насекомые и яйца.

## Подвиды
Подвид каледонской кваквы Nycticorax caledonicus crassirostris (Vigors, 1839), обитавший на Бонинских островах, считается вымершим.